# سیاهرگ زند زبرین

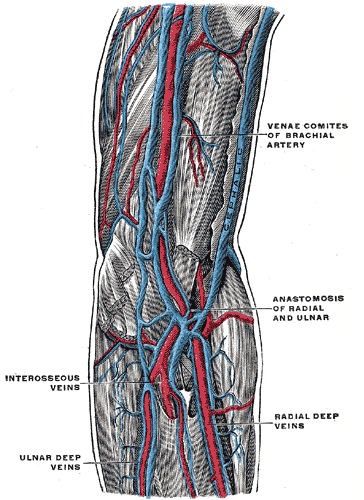
سیاهرگ‌های عمقی اندام فوقانی. (ورید رادیال در پایین راست برچسب خورده است.)

سیاهرگ زند زبرین یا ورید رادیال (به انگلیسی: Radial vein) یکی از دو ورید عمقی ساعد دست می باشد که هم راستا با ورید اولنار و در سمت خارج ساعد طی مسیر میکند.
به صورت معمول در ساعد دو ورید رادیال وجود دارد.(همچون ورید اولنار)
این سیاهرگ در حفره کوبیتال به ورید اولنار پیوسته و تشکیل ورید براکیال می دهد. در سمت دست نیز این ورید تشکیل دهنده قوس وریدی عمقی کف دست می باشد.